# Wayne Rooney
Wayne Mark Rooney (Liverpool, 1985. október 24. –) angol labdarúgó, edző. 120 válogatottságával második helyen áll az örökranglistán az angol válogatottban, ezeken a mérkőzéseken 53 gólt lőtt, mellyel ő vezette a válogatottsági gólrekordot. 
Az Evertonnál – ahová kilencévesen csatlakozott – kezdte a pályafutását, és ahol 2002-ben került fel az első csapathoz. Egy ideig ő volt a Premier League legfiatalabb játékosa és gólszerzője, ez a rekord azóta már megdőlt. 2004-ben, 25,6 millió fontért a Manchester Unitedhez igazolt. A Vörös Ördögökkel azóta már többször elhódította az angol bajnoki trófeát, és a Bajnokok Ligáját is sikerült megnyernie, csak úgy mint minden jelentős klubtrófeát. A klub történetének legeredményesebb labdarúgója, 2014 és 2017 között  csapatkapitánya volt.
Rooney 2003-ban lépett pályára először az angol válogatottban. A 2004-es Európa-bajnokságon ő lett a legfiatalabb gólszerző, a torna során négy találattal segítette az angol nemzeti csapatot. A 2006-os világbajnokságon szintén játszott, de a torna előtti lábtörése rányomta a bélyegét a teljesítményére. A 2008-as Európa-bajnokságra az angolok nem jutottak ki, a 2010-es világbajnokságon, és a következő 2014-es világbajnokságon a nyolcaddöntő, illetve a csoportküzdelmek jelentették a végállomást. Rooney 118 válogatott fellépésén szerzett 53 góljával visszavonulása idején az angol nemzeti csapat történetének legeredményesebb játékosa volt, Bobby Charltont megelőzve, a pályára lépések számában pedig csak Peter Shilton állt előtte.

## Családi háttere és gyermekkora
Wayne Rooney Croxtethben, Liverpool külvárosában született Jeanette Marie és Thomas Wayne Rooney gyermekeként. Ír származású és római katolikus vallású. Két fiatalabb testvére van, Graham és John, mindhárman a Our Lady and St Swithin's általános iskolába jártak. Fiatal korában Everton-szurkoló volt.  

## Pályafutása

### Everton

#### Fiatal évei
Rooney kilencévesen került az Everton ifiakadémiájára. 2001-ben az iskolai bajnokságban új rekordot állított fel egy szezonban lőtt 72 góljával. Utolsó szezonjában 99 gólt szerzett mielőtt kilencévesen felfigyelt rá az Everton játékosmegfigyelője, Bob Pendleton. Az 1995–96-os idényben az U10-11-es korosztályban 29 mérkőzésen 114 gólt szerzett, 15 évesen pedig az U19-es korosztály edzéseit látogatta. 2002-ben tagja volt annak a csapatnak, mely megnyerte az FA Youth Cup-ot, a fiatalok számára kiírt FA Kupát. A döntőben gólt is szerzett, elismerésként egy "Once a Blue, always a Blue" feliratú pólót kapott csapatától. Az év nyarán bekerült a felnőtt csapat Ausztriában túrázó keretébe, az SC Weiz elleni felkészülési mérkőzésen három gólt is szerzett.

#### Áttörés az első csapatban
2002. augusztus 20-án mutatkozott be bajnoki mérkőzésen is a felnőttek között, a Tottenham Hotspur elleni 2-2-es mérkőzésen gólpasszt adott Mark Pembridgenek. Ő lett a klub történetének második legfiatalabb debütáló játékosa Joe Royle után. Október 2-án betalált a Wrexhamnek egy Ligakupa mérkőzésen, ezzel akkor ő lett a klub legfiatalabb gólszerzője tétmérkőzésen. 2002. október 19-én, öt nappal 17. születésnapja előtt a felnőtt csapatban győztes gólt szerzett az Arsenal ellen. Ezzel egy ideig ő volt a Premier League legfiatalabb gólszerzője, ezt a rekordot azóta James Milner és James Vaughan is megdöntötte. A mérkőzés után Arsène Wenger így nyilatkozott:
Nem láttam ekkora tehetséget amióta Angliába szerződtem, Rooney az angol labdarúgás legnagyobb talentuma.
Decemberben a BBC jelölte az év fiatal sportolója díjra. Hat nappal később győztes gólt szerzett a Blackburn Rover ellen. Pályafutása első piros lapját december 26-án, a hagyományos Boxing Day-en kapta a Birmingham City ellen. 2003 januárjában aláírta első profi szerződését, ezzel a világ egyik legjobban fizetett tinédzserévé vált. Áprilisban győztes gólt rúgott az Aston Villa és a Newcastle United ellen is. Első idényében minden sorozatot figyelembe véve 37 mérkőzésen nyolc gólt szerzett.
A 2003–04-es idényben az első gólját a Charlton Athletic ellen szerezte augusztus 26-án, azonban ezt követően legközelebb decemberben volt újra eredményes. December 28-án a Birmingham City ellen játszotta 50. bajnokiját. 2004. február 21-én először tudott duplázni egy mérkőzésen, az ellenfél a Southampton volt. Az idény végén Rooney nemtetszését fejezte ki azzal kapcsolatban, hogy az Everton két éve nem kvalifikálta magát egyik európai kupára sem és kérte a klubtól, hogy tegyék átadólistára. A liverpooli vezetők kijelentették, csak 50 millió font ellenében lennének hajlandóak megválni tőle. Egy új szerződést is felajánlottak neki, amivel heti 12 ezer fontot kereshetett volna, de ezt elutasította.
Rooney két legkomolyabb kérője a Newcastle United és a Manchester United volt. A The Times arról számolt be, hogy az Everton és a Newcastle megegyezett egymással a vételárban, de a játékos végül a manchesterieknél kötött ki, akik 25,6 millió fontot fizettek érte.

### Manchester United

#### 2005–2007

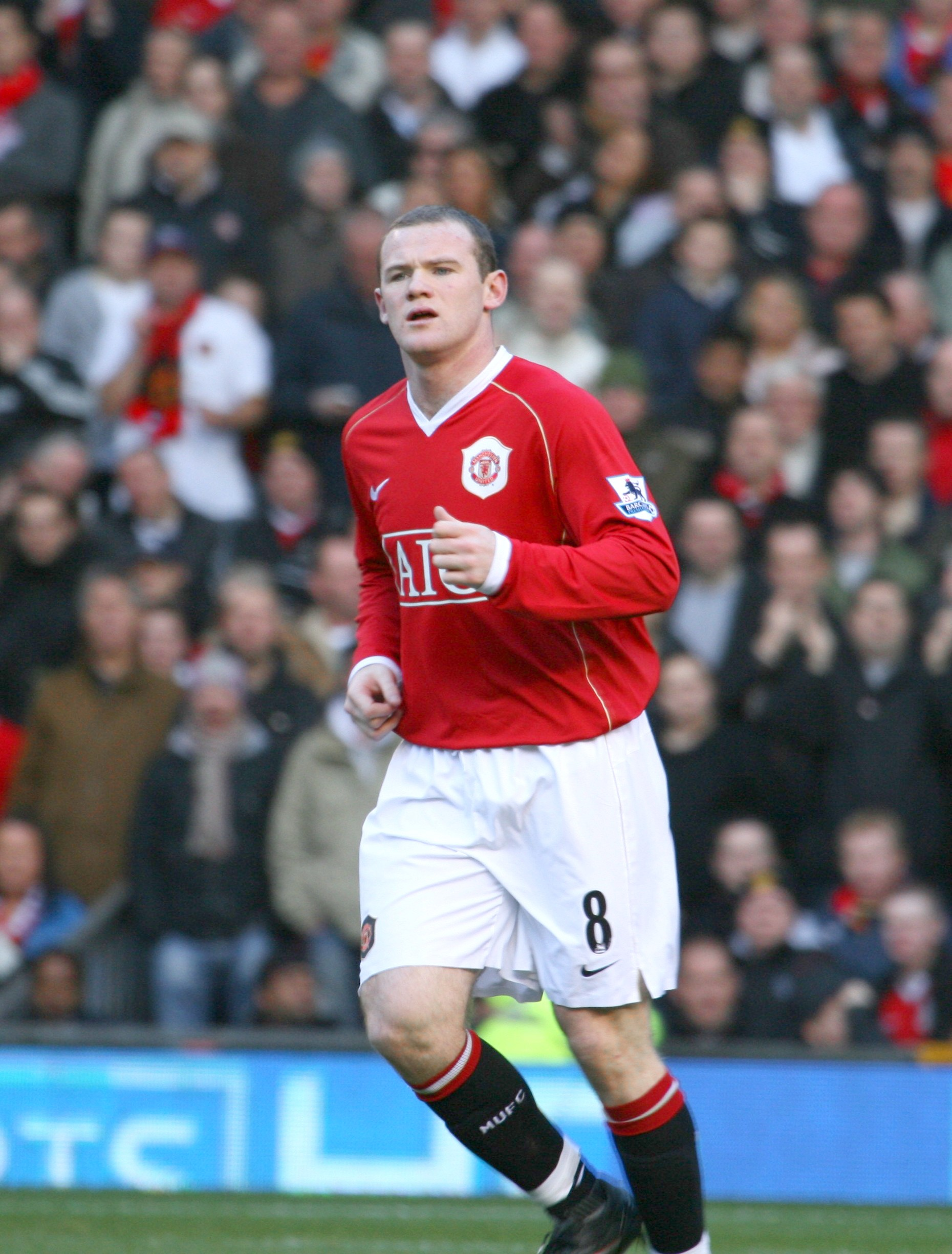
Wayne Rooney a Manchester United FC a Manchester City FC elleni 3–1-re megnyert derbin ahol megszerezte első gólját a csapatban

Rooney 2004. szeptember 28-án, egy Fenerbahçe elleni Bajnokok Ligája mérkőzésen mutatkozott be a Unitedben. A 6-2-re megnyert találkozón mesterhármast szerzett és gólpasszt is adott. 2005 szeptemberében kiállították, amikor egy Villarreal elleni meccsen megtapsolta a játékvezetőt, miután az sárga lapot adott neki. Első trófeáját 2006-ban nyerte a Vörös Ördögökkel, amikor többek között az ő két góljának is köszönhetően csapata 4-0-ra verte a Wigan Athleticet a Ligakupa döntőjében. A manchesterieknek a bajnoki címre is esélyesek voltak, de áprilisban, amikor 3-0-s vereséget szenvedtek a Chelsea-től, ami után le kellett mondaniuk az elsőségről.
A 2006–07-es szezonban volt egy tízmeccses góltalansági sorozata, ami egy Bolton Wanderers elleni mesterhármassal szakadt meg. Később a Bajnokok Ligájában is fontos gólokat szerzett, a Roma 8-3-as, összesítésbeli legyőzéséből két találattal vette ki a részét, és az Milan ellen is lőtt két gólt, bár a United végül így is kiesett a milánóiak ellen. Az idény során minden sorozatot egybevéve 23 gólt szerzett és végre angol bajnoki címet ünnepelhetett csapatával.
2007 júniusában Rooney megkapta a 10-es számú mezt, amit Ruud van Nistelrooy 2006-os távozása óta senki nem viselt. 2007. augusztus 12-én, egy Reading elleni bajnokin lábközépcsonttörést szenvedett, ami miatt hat hétig nem játszhatott. Visszatérése remekül sikerült, hiszen a Bajnokok Ligájában győztes gólt szerzett az AS Roma ellen. Október 9-én ismét megsérült, ezúttal a bokája zúzódott meg, és két hetet kellett kihagynia. A szezont bajnoki címmel és Bajnokok Ligája-győzelemmel zárta a Manchester United, Rooney 18 találattal járult hozzá a sikerekhez.
2008. október 5-én, a Blackburn Rovers ellen lejátszotta pályafutása 200. bajnokiját. Egy Wigan Athletic elleni találkozón mindössze 54 másodperc kellett neki a gólszerzéshez, bár a meccs nem végződött jól a számára, hiszen már a nyolcadik percben megsérült, ami miatt le kellett cserélni és három hétig nem léphetett pályára. A 2008–09-es idényben a Ligakupát és a bajnokságot is megnyerte a Manchester United, míg a Bajnokok Ligájában ezüstérmet szerzett. Rooneynak minden trófeát megnyert ,,Vörös ördögök"-kel, amit csak lehet
Rögtön az első mérkőzésen gólt lőtt a Chelseanek az Angol Szuperkupa döntőn. A jó forma folytatódott, az első hat Premier League fordulóban hat gólt szerzett.

#### 2009–2017

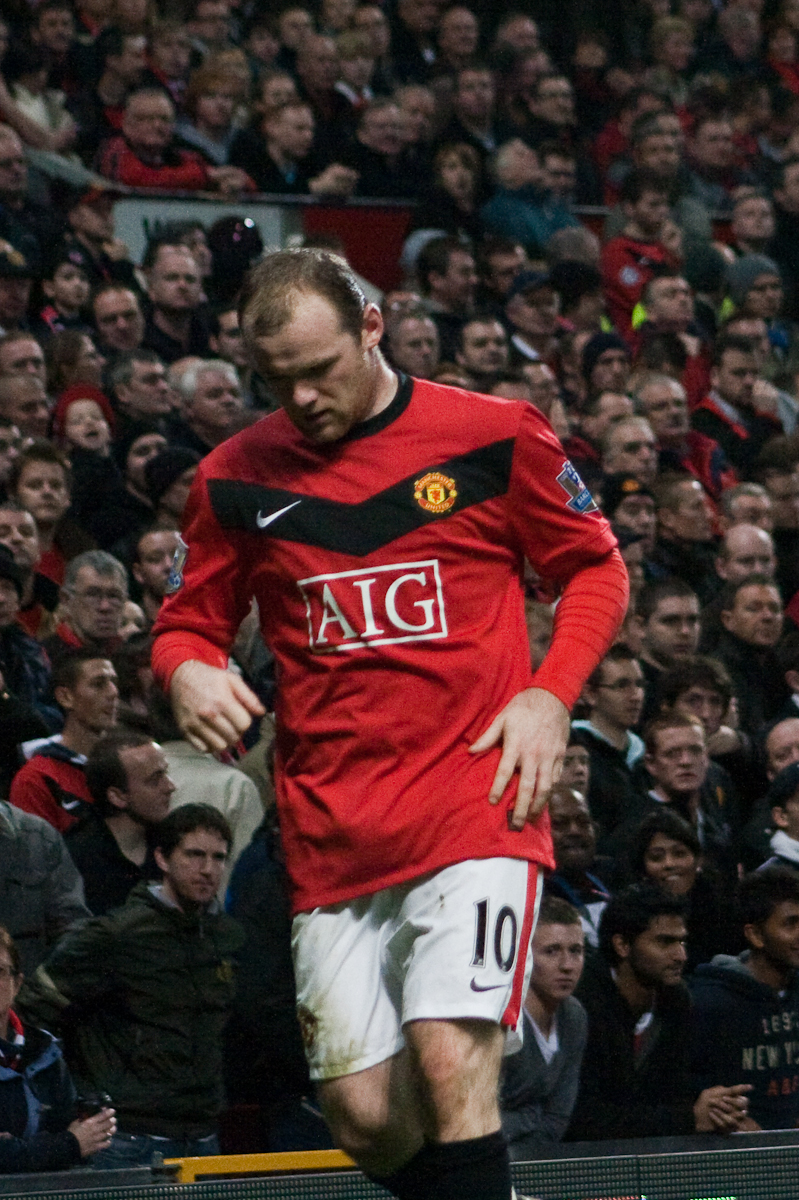
2009 novemberében az Everton FC elleni mérkőzés közben

Az idény során két mesterhármast is elért: 2009 novemberében a Portsmouth gárdájának egy 4-1-es meccsen, majd 2010 januárjában a Hull Citynek mely mérkőzésen négy gólt is lőtt. A bajnokok ligájában az AC Milan csapatának a legjobb 16 között a két mérkőzésen négyszer is eredményes tudott lenni. 2010. február 28-án az Angol Ligakupa döntőjében gólt fejelt az Aston Villa kapujába, majd később meg is nyerték a meccset 2-1-re a manchesteriek. Március 30-án jött a fordulópont Rooney idényében. A Bayern Münchennel sorsolták össze a Unitedet és a párosítás jól is indult a Vörös Ördögök és Rooney számára is: Nani megpattant szabadrúgását követően Rooney a hálóba talált, ám a mérkőzés 92. percében 1-1-es állásnál egy sikertelen szerelési kísérlet következtében rosszul lépett és a bokáját egy komoly ficam érte. A sérülés nagyon komolynak tűnt, de Ferguson Rooneyt a visszavágón (mely csupán egy hétre az előző meccs után volt) a kezdőcsapatba helyezte. A mérkőzéshez semmit nem tudott hozzátenni és végül a Bayern jutott tovább a több idegenbeli góljainak köszönhetően. A hátralévő utolsó öt fordulóban Rooney nem sokat tudott hozzátenni csapata játékához majd el is bukták egyetlen ponttal a bajnokságot a Chelseavel szemben, így mindössze egy Angol Szuperkupát nyert a csapatával valamint őt választották a Premier League 2010–11-es szezonjának legjobb játékosává. 42 mérkőzésen 32 gólig jutott Rooney a szezon során.
Rooney első gólját a Premier League 2010–11-es szezonjában 2010. augusztus 28-án szerezte büntetőből a West Ham United ellen egy tizenegyesből. Nagyon rossz formában játszott mikor is 2010 októberében beadta eligazolási kérelmét a csapathoz. Fergusont és a szurkolókat valamint az egész csapatot is sokkolta a hír. Kérői között olyan klubok szerepeltek mint a Real Madrid vagy a városi rivális Manchester City. Pár nappal később a United hivatalos weboldalán bejelentette hogy sikerült maradásra bírni a támadót és egy új  ötéves  szerződést kapott valamint egyes hírek szerint a fizetését is megduplázták. A szezon első felében tovább folytatódott pocsék formája, mindössze csak 3 gólig jutott 14 mérkőzésen. 2011. február elsején új erőre kapott és a szezonban először duplázni tudott az Aston Villa csapata ellen, majd február 12-én egy hatalmas gólt lőtt a városi rangadón a Manchester Citynek (Nani megpattant beadását a kapunak háttal, ollózva talált be). Az idény hátralévő részében Ferguson egy új taktikát alkalmazott melyben Rooneyt egy ún. visszavont szerepkörben, támadó középpályásként szerepeltette. A csatárnak nagyon feküdt a poszt és kitűnően megértették egymást elől Javier Hernándezzel. Ez a taktika olyannyira bevált hogy végül bejutottak a Bajnokok Ligája döntőjébe ahol alul maradtak a Barcelona gárdájával szemben. Rooney szezonbeli legjobb meccse 2011 áprilisában volt a West Ham United ellen bajnoki találkozón ahol az ő mesterhármasának köszönhetően a manchesteriek 2-0-s hátrányból 4-2-re fordították az állást a javukra. 2011. május 14-én a Blackburn Rovers otthonában szintén egy bajnoki mérkőzésen az ő értékesített büntetőjével kiegyenlítettek a Vörös Ördögök és az 1-1-es végeredménnyel behozhatatlan előnyre tettek szert a Chelsea csapatával szemben az angol bajnokság tabelláján. 40 mérkőzésen szerepelt és 16 gólig jutott.
A 2011–2012-es bajnokságot is jól kezdte, augusztusban megszerezte 150. gólját a Unitedben, majd mesterhármast szerzett az Arsenal (8–2), és a Bolton ellen (5–0). December 21-én megszerezte 130. gólját a PL-ben, és lejátszotta 300. bajnokiját. 2012. február 11-én a Liverpool ellen 169. gólját lőtte a manchesteriek mezében.
2012. október 20-án a Stoke City ellen 200. gólját szerezte a klubban. Pedig a 2012–2013-as szezonban amolyan árnyékéket játszatott vele Ferguson, a friss igazolás Robin van Persie mögött. A szezon végén bajnoki címet ünnepelhetett.
A 2013–2014-es szezonban a Tottenham ellen megszerezte 150. bajnoki gólját a vörösök mezében, a UEFA-bajnokok ligája idényében pedig ő adta a legtöbb gólpasszt, szám szerint nyolcat. A bajnokságban 17 gól, és 10 gólpassz volt a mérlege. Szeptember 22-én nagyszerű szabadrúgás gólt lőtt a Manchester Citynek.
A következő szezon elején Louis van Gaal őt nevezte ki csapatkapitánynak, miután Nemanja Vidić eligazolt az Internazionalehoz. Többször is középpályásként játszatta Louis van Gaal. Szeptember 17-én megszerezte 176. PL gólját, megelőzve ezzel Thierry Henryt az örökrangsorban.
A 2015–2016-os szezon elején egy 878 perces góltalansági sorozatot tört meg az FC Brugesnek lőtt mesterhármasával. Október 17-én az Everton ellen megszerezte pályafutása 187. Premier League gólját, és most már csak Alan Shearer állt előtte a ranglistán. A tavaszi idény egy részét ki kellett hagynia sérülés miatt. A szezon utolsó bajnokiján, a Bournemouth ellen megszerezte századik PL-gólját az Old Traffordon.
2016. november 24-én az Európa-liga csoportkörében a Feyenoordnak rúgott góljával ő lett a United történetének legeredményesebb játékosa a nemzetközi kupákban, megdöntve ezzel Ruud van Nistelrooy vonatkozó rekordját.

### Ismét az Everton
A Manchester United rekorder gólszerzője 2017. július 9-én – 13 év után – visszaigazolt az Evertonhoz.

### DC United
2018. június 28-án Amerikába igazolt.

### Derby County
2019 augusztusában hivatalosan is bejelentették, hogy a 2019-es MLS-bajnokság végeztével Rooney visszatér Nagy-Britanniába és a másodosztályú Derby County játékos-edzője lesz. 2021. január 15-én bejelentette, felhagy a profi labdarúgással.

### A válogatottban

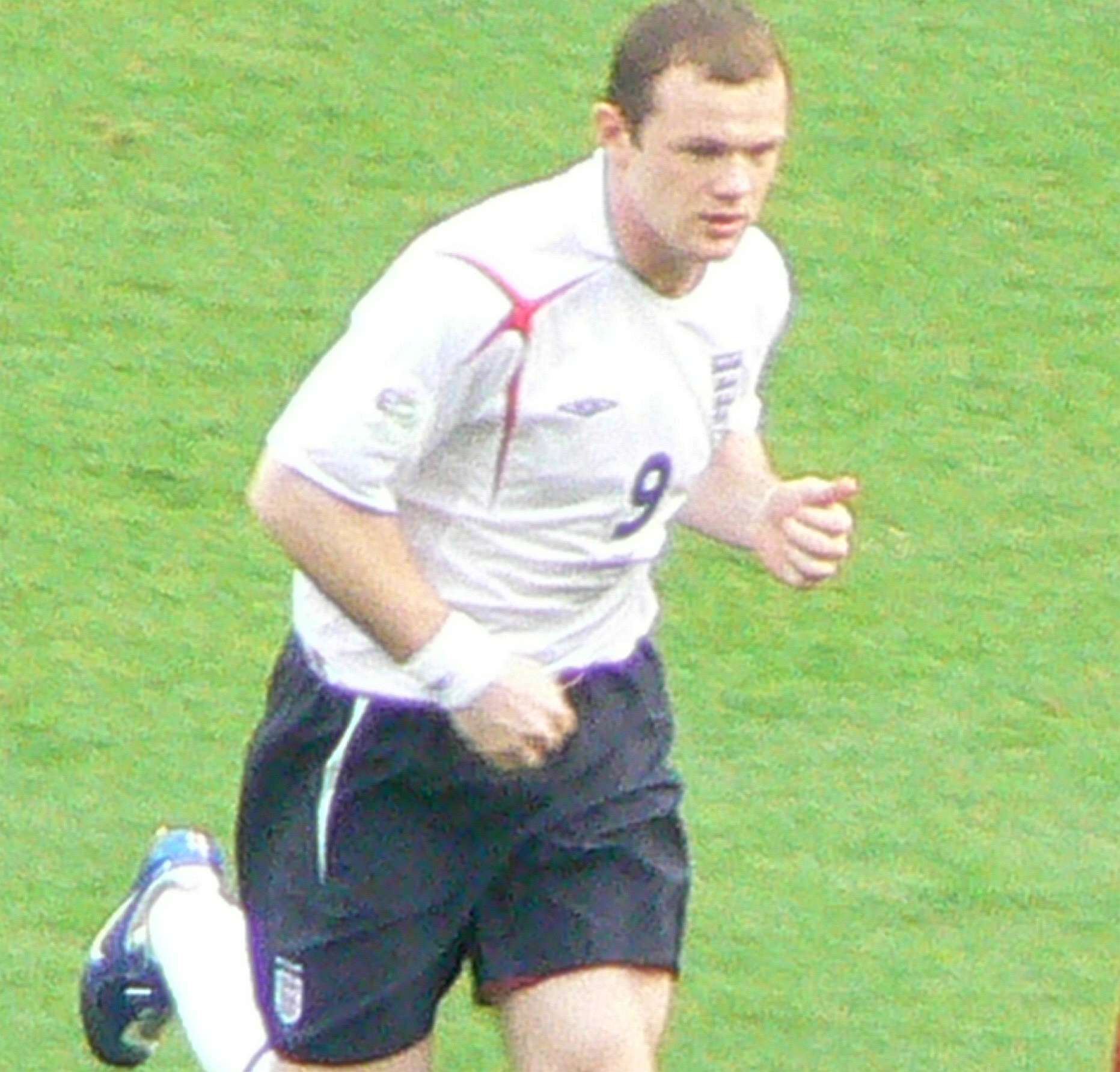
Wayne Rooney a válogatottban

Rooney 2003. február 12-én léphetett először pályára az angol válogatottban, Ausztrália ellen, és gólt is szerzett. Ezzel ő lett a legfiatalabb játékos és gólszerző a válogatottban. Előbbi rekordját 2006 nyarán Theo Walcott megdöntötte, aki debütálásakor 36 nappal volt fiatalabb Rooneynál.
Első komoly válogatott tornája a 2004-es Eb volt, ahol négy gólt szerzett, de a portugálok elleni negyeddöntőn megsérült és az angolok végül ki is estek.
2006 áprilisában lábközépcsonttörést szenvedett, ami miatt kérdésessé vált, hogy tudja-e vállalni a játékot a 2006-os vb-n. Az akkori szövetségi kapitány, Sven-Göran Eriksson végül is úgy döntött, hogy őt is nevezi a keretbe. A Trinidad és Tobago és Svédország elleni csoportmeccseken is játszott, de látszott rajta, hogy nincs jó formában.
A Portugália elleni negyeddöntőben megtaposta a becsúszó Ricardo Carvalhót, a mai napig vitatják, hogy szándékos volt-e az eset, vagy csak elvesztette az egyensúlyát és ezért lépett hátra. A játékvezető piros lapot adott neki és az angolok csakúgy, mint a 2004-es Eb-n, ezúttal is büntetőpárbajban maradtak alul a portugálokkal szemben. A 2006-os németországi világbajnokságon Rooney az angolok minden meccsén pályára lépett, bár a torna előtt sérüléssel küzdött. Ismét büntetők után estek ki, a portugálokkal szemben maradtak alul a negyeddöntőben. A négy évvel későbbi tornán is a nyolcaddöntőben búcsúztak, miután Németországtól 4-1-re kikaptak, igaz a mérkőzés játékvezetője tévesen nem adta meg Frank Lampard gólját a találkozó elején.
A 2008-as Eb-re nem jutott ki az angol válogatott, míg négy év múlva ismét tizenegyespárbajban maradtak alul, ezúttal az olaszokkal szemben, a negyeddöntőben.
A 2014-es vb-n már a csoportkör után búcsúztak. Rooney a három lejátszott meccsen nem tudott gólt szerezni.
A torna után Steven Gerrard visszavonult a válogatott szerepléstől, Roy Hodgson pedig Rooneyt nevezte ki csapatkapitánynak. 2014. november 15-én ünnepelte 100. válogatott fellépését, 2015. szeptember 8-án, a Svájc elleni mérkőzésen megszerezte 50. válogatott gólját, ezzel megdöntve Bobby Charlton rekordját.
2017 nyarán lemondta a válogatottságot.

## Edzői pályafutása
2020. november 15-én a Derby County ideiglenes vezetőedzője lett. Segédjének Shay Givent, Liam Roseniort és Justin Walkeot nevezték ki ugyanis az angol támadónak akkoriban még élő szerződése volt a klubbal. 2021. január 15-én a Derby County bejelentette elégdett az egykori angol válogatott munkájával, és egy 2023-ig szóló szerződést írtak vele alá. A 2021–2022-es szezon után úgy döntött, hogy lemond posztjáról, att követően, hogy a csapat több, mint egy éve pénzügyi problémákkal szenvedett és az angol menedzser nem tudta őket megmenteni a kieséstől, annak ellenére, hogy munkáját a nehéz helyzetben országszerte méltatták.
Lemondását követően visszatért az Egyesült Államokba, hogy korábbi csapata, a D.C. United edzője legyen. A fővárosi csapattal kicsit több, mint egy szezont töltött, egyszer sem tudott velük a rájátszásba jutni, így 2023 októberében elhagyta posztját. Első fél szezonjában a csapatot nem tudta elmozdítani az utolsó helyről, míg második évadjában mindössze néhány pontra voltak a rájátszástól és sokat fejlődtek, az előző szezonban csak 27, a 2023-ban már 40 pontot gyűjtöttek össze az alapszakaszban.
2023 októberében, mindössze napokkal amerikai menesztése után leszerződtette a Birmingham City. 83 nap elteltével menesztették, miután első 15 mérkőzéséből csak kettőt nyert meg a csapattal.

## Magánélete
Gyerekkorában találkozott későbbi feleségével, Coleen McLoughlinnal, akivel 2008-ban házasodott össze. Négy gyermekük van: Kai Wayne (2009–), Klay Anthony (2013–), Kit Joseph (2016–) és Cass Mac (2018–). Kai Rooney a Manchester United játékosa, 2020-ban írt alá a csapattal.
Öccse, John Rooney, szintén labdarúgó, 2024-ben a Macclesfield játékosa volt. Unokatestvérei, Tommy és Jake Rooney is profi labdarúgók.

## Edzői statisztika
2024. december 29-én lett frissítve.
| Csapat          | -tól               | -ig              | Teljesítmény | Teljesítmény | Teljesítmény | Teljesítmény | Teljesítmény |
| Csapat          | -tól               | -ig              | M            | Gy           | D            | V            | Gy %         |
| --------------- | ------------------ | ---------------- | ------------ | ------------ | ------------ | ------------ | ------------ |
| Derby County    | 2020. november 14. | 2022. június 24. | 85           | 24           | 22           | 39           | 28,2         |
| D.C. United     | 2022. július 12.   | 2023. október 7. | 53           | 14           | 14           | 25           | 26,4         |
| Birmingham City | 2023. október 11.  | 2024. január 2.  | 15           | 2            | 4            | 9            | 13,3         |
| Plymouth Argyle | 2024. május 25.    | napjainkig       | 25           | 5            | 6            | 14           | 20,0         |
| Összesen        | Összesen           | Összesen         | 178          | 45           | 46           | 87           | 25,3         |

## Sikerei, díjai
Manchester United FC
- Premier League: 2006–07, 2007–08, 2008–09, 2010–11, 2012–13
- Community Shield: 2007, 2008, 2010, 2011, 2013, 2016
- Ligakupa: 2005–06, 2008–09, 2009–10, 2016–17
- Bajnokok Ligája: 2007–08
- FIFA-klubvilágbajnokság: 2008
- FA kupa: 2015–16
- Európa-liga: 2016–17[22]

Egyéni elismerések
- A 2002-es U17-es labdarúgó-Európa-bajnokság legjobb játékosa
- Az év fiatal sportszemélyisége a BBC szavazásán: 2002
- Az év angol labdarúgója (PFA): 2009–10
- Az év fiatal angol labdarúgója (PFA): 2004–05, 2005–06
- Az év labdarúgója (FWA): 2009–10
- Bravo-díj: 2003
- Golden Boy-díj: 2004
- Az év Premier League játékosa: 2009–10
- FIFA-klubvilágbajnokság aranycipő: 2008
- Premier League Hírességek Csarnoka: 2022

## Statisztikái

### Klubokban
| Klub              | Szezon           | Liga             | Liga | Liga  | FA-kupa | FA-kupa | Ligakupa | Ligakupa | Európai | Európai | Egyéb | Egyéb | Összesen | Összesen |
| Klub              | Szezon           | Bajnokság        | P.   | Gólok | P.      | Gólok   | P.       | Gólok    | P.      | Gólok   | P.    | Gólok | P.       | Gólok    |
| ----------------- | ---------------- | ---------------- | ---- | ----- | ------- | ------- | -------- | -------- | ------- | ------- | ----- | ----- | -------- | -------- |
| Everton           | 2002–2003        | Premier League   | 33   | 6     | 1       | 0       | 3        | 2        | –       | –       | –     | –     | 37       | 8        |
| Everton           | 2003–2004        | Premier League   | 34   | 9     | 3       | 0       | 3        | 0        | –       | –       | –     | –     | 40       | 9        |
| Everton           | Összesen         | Összesen         | 67   | 15    | 4       | 0       | 6        | 2        | –       | –       | –     | –     | 77       | 17       |
| Manchester United | 2004–2005        | Premier League   | 29   | 11    | 6       | 3       | 2        | 0        | 6       | 3       | 0     | 0     | 43       | 17       |
| Manchester United | 2005–2006        | Premier League   | 36   | 16    | 3       | 0       | 4        | 2        | 5       | 1       | –     | –     | 48       | 19       |
| Manchester United | 2006–2007        | Premier League   | 35   | 14    | 7       | 5       | 1        | 0        | 12      | 4       | –     | –     | 55       | 23       |
| Manchester United | 2007–2008        | Premier League   | 27   | 12    | 4       | 2       | 0        | 0        | 11      | 4       | 1     | 0     | 43       | 18       |
| Manchester United | 2008–2009        | Premier League   | 30   | 12    | 2       | 1       | 1        | 0        | 13      | 4       | 3     | 3     | 49       | 20       |
| Manchester United | 2009–2010        | Premier League   | 32   | 26    | 1       | 0       | 3        | 2        | 7       | 5       | 1     | 1     | 44       | 34       |
| Manchester United | 2010–2011        | Premier League   | 28   | 11    | 2       | 1       | 0        | 0        | 9       | 4       | 1     | 0     | 40       | 16       |
| Manchester United | 2011–2012        | Premier League   | 34   | 27    | 1       | 2       | 0        | 0        | 7       | 5       | 1     | 0     | 43       | 34       |
| Manchester United | 2012–2013        | Premier League   | 27   | 12    | 3       | 3       | 1        | 0        | 6       | 1       | –     | –     | 37       | 16       |
| Manchester United | 2013–2014        | Premier League   | 29   | 17    | 0       | 0       | 2        | 0        | 9       | 2       | 0     | 0     | 40       | 19       |
| Manchester United | 2014–2015        | Premier League   | 33   | 12    | 4       | 2       | 0        | 0        | –       | –       | –     | –     | 37       | 14       |
| Manchester United | 2015–2016        | Premier League   | 28   | 8     | 5       | 2       | 2        | 1        | 6       | 4       | –     | –     | 41       | 15       |
| Manchester United | 2016–2017        | Premier League   | 25   | 5     | 2       | 1       | 4        | 0        | 7       | 2       | 1     | 0     | 39       | 8        |
| Manchester United | Összesen         | Összesen         | 393  | 183   | 40      | 22      | 20       | 5        | 98      | 39      | 8     | 4     | 559      | 253      |
| Everton           | 2017–2018        | Premier League   | 31   | 10    | 1       | 0       | 1        | 0        | 7       | 1       | –     | –     | 40       | 11       |
| DC United         | 2018             | MLS              | 20   | 12    | 0       | 0       | –        | –        | –       | –       | 1     | 0     | 21       | 12       |
| DC United         | 2019             | MLS              | 28   | 11    | 2       | 2       | –        | –        | –       | –       | 1     | 0     | 31       | 13       |
| DC United         | Összesen         | Összesen         | 48   | 23    | 2       | 2       | –        | –        | –       | –       | 2     | 0     | 52       | 25       |
| Derby County      | 2019–2020        | Championship     | 20   | 5     | 4       | 1       | –        | –        | –       | –       | –     | –     | 24       | 6        |
| Derby County      | 2020–2021        | Championship     | 10   | 1     | 0       | 0       | 1        | 0        | –       | –       | –     | –     | 11       | 1        |
| Derby County      | Összesen         | Összesen         | 30   | 6     | 4       | 1       | 1        | 0        | –       | –       | –     | –     | 35       | 7        |
| Karrier összesen  | Karrier összesen | Karrier összesen | 569  | 237   | 51      | 25      | 28       | 7        | 105     | 40      | 10    | 4     | 763      | 313      |

### A válogatottban
| Anglia   | Anglia          | Anglia |
| Évek     | Pályára lépések | Gólok  |
| -------- | --------------- | ------ |
| 2003     | 9               | 3      |
| 2004     | 11              | 6      |
| 2005     | 8               | 2      |
| 2006     | 8               | 1      |
| 2007     | 4               | 2      |
| 2008     | 8               | 5      |
| 2009     | 9               | 6      |
| 2010     | 11              | 1      |
| 2011     | 5               | 2      |
| 2012     | 5               | 4      |
| 2013     | 10              | 6      |
| 2014     | 13              | 8      |
| 2015     | 8               | 5      |
| 2016     | 10              | 2      |
| Összesen | 119             | 53     |

#### Gólok
| #  | Dátum                | Helyszín                                         | Vál. | Ellenfél         | Eredmény | Végeredmény | Kiírás                             | For.   |
| -- | -------------------- | ------------------------------------------------ | ---- | ---------------- | -------- | ----------- | ---------------------------------- | ------ |
| 1  | 2003. szeptember 6.  | Gradski Stadion, Szkopje, Macedónia              | 6    | Észak-Macedónia  | 1–1      | 2–1         | 2004-es Európa-bajnokság-selejtező | [ 23 ] |
| 2  | 2003. szeptember 10. | Old Trafford, Manchester, Anglia                 | 7    | Liechtenstein    | 2–0      | 2–0         | 2004-es Európa-bajnokság-selejtező | [ 24 ] |
| 3  | 2003. november 16.   | Old Trafford, Manchester, Anglia                 | 9    | Dánia            | 1–0      | 2–3         | Barátságos                         | [ 25 ] |
| 4  | 2004. június 5.      | City of Manchester Stadium, Manchester, Anglia   | 13   | Izland           | 2–0      | 6–1         | Barátságos                         | [ 26 ] |
| 5  | 2004. június 5.      | City of Manchester Stadium, Manchester, Anglia   | 13   | Izland           | 3–0      | 6–1         | Barátságos                         | [ 26 ] |
| 6  | 2004. június 17.     | Estádio Cidade de Coimbra, Coimbra, Portugália   | 15   | Svájc            | 1–0      | 3–0         | 2004-es Európa-bajnokság           | [ 27 ] |
| 7  | 2004. június 17.     | Estádio Cidade de Coimbra, Coimbra, Portugália   | 15   | Svájc            | 2–0      | 3–0         | 2004-es Európa-bajnokság           | [ 27 ] |
| 8  | 2004. június 21.     | Estádio da Luz, Lisszabon, Portugália            | 16   | Horvátország     | 2–1      | 4–2         | 2004-es Európa-bajnokság           | [ 28 ] |
| 9  | 2004. június 21.     | Estádio da Luz, Lisszabon, Portugália            | 16   | Horvátország     | 3–1      | 4–2         | 2004-es Európa-bajnokság           | [ 28 ] |
| 10 | 2005. augusztus 17.  | Parken Stadion, Koppenhága, Dánia                | 24   | Dánia            | 1–3      | 1–4         | Barátságos                         | [ 29 ] |
| 11 | 2005. november 12.   | Stade de Genève, Genf, Svájc                     | 28   | Argentína        | 1–1      | 3–2         | Barátságos                         | [ 30 ] |
| 12 | 2006. november 15.   | Amsterdam Aréna, Amszterdam, Hollandia           | 36   | Hollandia        | 1–0      | 1–1         | Barátságos                         | [ 31 ] |
| 13 | 2007. október 13.    | Wembley Stadion, London, Anglia                  | 39   | Észtország       | 2–0      | 3–0         | 2008-as Európa-bajnokság-selejtező | [ 32 ] |
| 14 | 2007. október 17.    | Luzsnyiki Stadion, Moszkva, Oroszország          | 40   | Oroszország      | 1–0      | 1–2         | 2008-as Európa-bajnokság-selejtező | [ 33 ] |
| 15 | 2008. szeptember 10. | Maksimir Stadion, Zágráb, Horvátország           | 46   | Horvátország     | 3–0      | 4–1         | 2010-es világbajnokság-selejtező   | [ 34 ] |
| 16 | 2008. október 11.    | Wembley Stadion, London, Anglia                  | 47   | Kazahsztán       | 3–1      | 5–1         | 2010-es világbajnokság-selejtező   | [ 35 ] |
| 17 | 2008. október 11.    | Wembley Stadion, London, Anglia                  | 47   | Kazahsztán       | 4–1      | 5–1         | 2010-es világbajnokság-selejtező   | [ 35 ] |
| 18 | 2008. október 15.    | Dinamo Stadion, Minszk, Fehéroroszország         | 48   | Fehéroroszország | 2–1      | 3–1         | 2010-es világbajnokság-selejtező   | [ 36 ] |
| 19 | 2008. október 15.    | Dinamo Stadion, Minszk, Fehéroroszország         | 48   | Fehéroroszország | 3–1      | 3–1         | 2010-es világbajnokság-selejtező   | [ 36 ] |
| 20 | 2009. március 28.    | Wembley Stadion, London, Anglia                  | 49   | Szlovákia        | 2–0      | 4–0         | Barátságos                         | [ 37 ] |
| 21 | 2009. március 28.    | Wembley Stadion, London, Anglia                  | 49   | Szlovákia        | 4–0      | 4–0         | Barátságos                         | [ 37 ] |
| 22 | 2009. június 6.      | Almaty Central Stadion, Almati, Kazahsztán       | 51   | Kazahsztán       | 3–0      | 4–0         | 2010-es világbajnokság-selejtező   | [ 38 ] |
| 23 | 2009. június 10.     | Wembley Stadion, London, Anglia                  | 52   | Andorra          | 1–0      | 6–0         | 2010-es világbajnokság-selejtező   | [ 39 ] |
| 24 | 2009. június 10.     | Wembley Stadion, London, Anglia                  | 52   | Andorra          | 3–0      | 6–0         | 2010-es világbajnokság-selejtező   | [ 39 ] |
| 25 | 2009. szeptember 9.  | Wembley Stadion, London, Anglia                  | 55   | Horvátország     | 5–1      | 5–1         | 2010-es világbajnokság-selejtező   | [ 40 ] |
| 26 | 2010. szeptember 7.  | St. Jakob-Park, Bázel, Svájc                     | 67   | Svájc            | 1–0      | 3–1         | 2012-es Európa-bajnokság-selejtező | [ 41 ] |
| 27 | 2011. szeptember 2.  | Vaszil Levszki Nemzeti Stadion, Szófia, Bulgária | 71   | Bulgária         | 2–0      | 3–0         | 2012-es Európa-bajnokság-selejtező | [ 42 ] |
| 28 | 2011. szeptember 2.  | Vaszil Levszki Nemzeti Stadion, Szófia, Bulgária | 71   | Bulgária         | 3–0      | 3–0         | 2012-es Európa-bajnokság-selejtező | [ 42 ] |
| 29 | 2012. június 19.     | Donbasz Aréna, Doneck, Ukrajna                   | 75   | Ukrajna          | 1–0      | 1–0         | 2012-es Európa-bajnokság           | [ 43 ] |
| 30 | 2012. október 12.    | Wembley Stadion, London, Anglia                  | 77   | San Marino       | 1–0      | 5–0         | 2014-es világbajnokság-selejtező   | [ 44 ] |
| 31 | 2012. október 12.    | Wembley Stadion, London, Anglia                  | 77   | San Marino       | 3–0      | 5–0         | 2014-es világbajnokság-selejtező   | [ 44 ] |
| 32 | 2012. október 17.    | Nemzeti Stadion, Varsó, Lengyelország            | 78   | Lengyelország    | 1–0      | 1–1         | 2014-es világbajnokság-selejtező   | [ 45 ] |
| 33 | 2013. február 6.     | Wembley Stadion, London, Anglia                  | 79   | Brazília         | 1–0      | 2–1         | Barátságos                         | [ 46 ] |
| 34 | 2013. március 22.    | San Marino Stadion, Serravalle, San Marino       | 80   | San Marino       | 6–0      | 8–0         | 2014-es világbajnokság-selejtező   | [ 47 ] |
| 35 | 2013. március 26.    | Podgorica Városi Stadion, Podgorica, Montenegró  | 81   | Montenegró       | 1–0      | 1–1         | 2014-es világbajnokság-selejtező   | [ 48 ] |
| 36 | 2013. június 2.      | Maracanã Stadion, Rio de Janeiro, Brazília       | 83   | Brazília         | 2–1      | 2–2         | Barátságos                         | [ 49 ] |
| 37 | 2013. október 11.    | Wembley Stadion, London, Anglia                  | 85   | Montenegró       | 1–0      | 4–1         | 2014-es világbajnokság-selejtező   | [ 50 ] |
| 38 | 2013. október 15.    | Wembley Stadion, London, Anglia                  | 86   | Lengyelország    | 1–0      | 2–0         | 2014-es világbajnokság-selejtező   | [ 51 ] |
| 39 | 2014. június 4.      | Sun Life Stadion, Miami, Egyesült Államok        | 91   | Ecuador          | 1–1      | 2–2         | Barátságos                         | [ 52 ] |
| 40 | 2014. június 19.     | Wembley Stadion, London, Anglia                  | 94   | Uruguay          | 1–1      | 1–2         | 2014-es világbajnokság             | [ 53 ] |
| 41 | 2014. szeptember 3.  | Wembley Stadion, London, Anglia                  | 96   | Norvégia         | 1–0      | 1–0         | Barátságos                         | [ 54 ] |
| 42 | 2014. október 9.     | Wembley Stadion, London, Anglia                  | 98   | San Marino       | 2–0      | 5–0         | 2016-os Európa-bajnokság-selejtező | [ 55 ] |
| 43 | 2014. október 12.    | A. Le Coq Aréna, Tallinn, Észtország             | 99   | Észtország       | 1–0      | 1–0         | 2016-os Európa-bajnokság-selejtező | [ 56 ] |
| 44 | 2014. november 15.   | Wembley Stadion, London, Anglia                  | 100  | Szlovénia        | 1–1      | 3–1         | 2016-os Európa-bajnokság-selejtező | [ 57 ] |
| 45 | 2014. november 18.   | Celtic Park, Glasgow, Skócia                     | 101  | Skócia           | 2–0      | 3–1         | Barátságos                         | [ 58 ] |
| 46 | 2014. november 18.   | Celtic Park, Glasgow, Skócia                     | 101  | Skócia           | 3–1      | 3–1         | Barátságos                         | [ 58 ] |
| 47 | 2015. március 27.    | Wembley Stadion, London, Anglia                  | 102  | Litvánia         | 1–0      | 4–0         | 2016-os Európa-bajnokság-selejtező | [ 59 ] |
| 48 | 2015. június 14.     | Stožice Stadion, Ljubljana, Szlovénia            | 105  | Szlovénia        | 3–2      | 3–2         | 2016-os Európa-bajnokság-selejtező | [ 60 ] |
| 49 | 2015. szeptember 5.  | San Marino Stadion, Serravalle, San Marino       | 106  | San Marino       | 1–0      | 6–0         | 2016-os Európa-bajnokság-selejtező | [ 61 ] |
| 50 | 2015. szeptember 8.  | Wembley Stadion, London, Anglia                  | 107  | Svájc            | 2–0      | 2–0         | 2016-os Európa-bajnokság-selejtező | [ 62 ] |
| 51 | 2015. november 17.   | Wembley Stadion, London, Anglia                  | 109  | Franciaország    | 2–0      | 2–0         | Barátságos                         | [ 63 ] |
| 52 | 2016. május 27.      | Stadium of Light, Sunderland, Anglia             | 110  | Ausztrália       | 2–0      | 2–1         | Barátságos                         | [ 64 ] |
| 53 | 2016. június 27.     | Stade de Nice, Nizza, Franciaország              | 115  | Izland           | 1–0      | 1–2         | 2016-os Európa-bajnokság           | [ 65 ] |